# West Chester
West Chester är centralort i Chester County i Pennsylvania i USA och är belägen omkring 40 kilometer väster om staden Philadelphia. West Chester är administrativ huvudort (county seat) i Chester County.   
West Chester har omkring 18 000 invånare. Här finns ett universitetscampus för University of Pennsylvania.

## Kända personer från orten
- Bam Margera med familj
- Brandon DiCamillo
- Raab Himself
- Matisyahu
- Ryan Dunn
- Samuel Barber